# Sigma Records
La Sigma Records è una casa discografica italiana nata nel 1996 a Massa.

## Storia dell'etichetta
I primi singoli stampati appartengono alla musica techno-progressive, mentre in seguito la casa discografica si è specializzata nelle produzioni hardstyle, che in Italia è un genere musicale di nicchia.
L'etichetta discografica ha inoltre alcune sottoetichette, specializzate ognuna in un sottogenere differente: Chameleon Records, Groucho Records, Madrid Hardstyle Movement, Sigma Trance, Sigma Traxx, specializzate rispettivamente in acid house, jumpstyle, hardstyle spagnola, trance, e cover di vecchie produzioni della stessa Sigma Records.
Tra i produttori che hanno stampato con questa casa discografica si annoverano DJ Tatanka, Ado, Supermarco May, Jimmy The Sound, Bruno Power e Daniele Mondello.

### La sottoetichetta Groucho Records
Nel 1999 la Sigma lancia la sua sottoetichetta Groucho Records che si caratterizza subito per la produzione di vinili di musica techno ed elettronica. In seguito si è indirizzata nella stampa e distribuzione di musica jumpstyle.
Tra i DJ hardstyle e jumpstyle che hanno stampato per questa label troviamo: Express Viviana, DJ Vortex, Jimmy The Sound e DJ Tatanka.

## Discografia

### CD
Sigma 001 CD - Various - Sigmatraxx Vol. 2
Sigma 002 CD- Jimmy The Sound - I'm So Bad

### Ristampe su Vinile
Sigmagold 01 - Various - Sigma Gold Volume 1
Sigmagold 02 - Various - Sigma Gold Volume 2
Sigmagold 03 - Various - Sigma Gold Volume 3
Sigmagold 04 - Various - Sigma Gold Volume 4
Sigmagold 05 - Various - Sigma Gold Volume 5
Sigmagold 06 - Various - Sigma Gold Volume 6
Sigmagold 07 - Various - Sigma Gold Volume 7
Sigmagold 08 - Various - Sigma Gold Volume 8

### Vinili
Sigma 001 - Crackers - The Scheletering Sky Time
Sigma 002 - Art of Oak - Calypso
Sigma 003 - Hydra - Waterfall
Sigma 004 - Mental Shock - Mental Shock Vol. 1
Sigma 005 - Mental Shock - Mental Shock Vol. 2
Sigma 006 - Terzo Millennio - The King & The Nursery EP
Sigma 007 - DJ Ado* & 3 Positive - Hybrid
Sigma 008 - Psyco - Free
Sigma 009 - G.E.F. - The Final Fantasy
Sigma 010 - L.G. Project - Rave Money
Sigma 011 - Frank Pepo - Acid Symphony
Sigma 012 - Mister Kappe - ICSOS E.P.
Sigma 013 - Terzo Millennio - The Miracle, The Oracle, The Magician & Other Stories
Sigma 014 - Frank Pepo - Acid Symphony Vol II
Sigma 015 - Filippo Vezzali - That's All Folk
Sigma 016 - Jeriko One - Golden Time
Sigma 017 - Mental Shock - Mental Shock Vol. 3
Sigma 018 - Mental Shock - Mental Shock Vol. 4
Sigma 019 - Piccolo Kimico -Bass Station
Sigma 020 - Tribalnet - 9001
Sigma 021 - George Evolution - It's Not Religion
Sigma 022 - KX3 - Locomotive Vocal
Sigma 023 - T.A.T.A.N.K.A. Project - General Sound Master
Sigma 024 - DJ Fire - Forbidden Access
Sigma 025 - Barcelona Conquest - Conquest Of Paradise
Sigma 026 - Y.A.G.O. - Killer Noise
Sigma 027 - T.A.T.A.N.K.A. Project - Der Wecker
Sigma 028 - DJ Fire - Mental Madness
Sigma 029 - Jimmy The Sound - Electric Cafe
Sigma 030 - Y.A.G.O. - Tekno Armada
Sigma 031 - K.A.M. - Xitar
Sigma 032 - Techno Reactor - Techno Reactor Vol. I
Sigma 033 - Techno Reactor - Techno Reactor Vol. II
Sigma 034 - T.A.T.A.N.K.A. Project - The Bang EP
Sigma 035 - Opus One - Plastic Age
Sigma 036 - Pino Falciano - Sector
Sigma 037 - Supermarco May - W.A.P
Sigma 038 - Jimmy The Sound - Kontrasto
Sigma 039 - Y.A.G.O. - Reflex
Sigma 040 - Y.T.S. - Panic
Sigma 041 - R.A.Z.O.R. vs. Frankie Jay - Ultimate Selection
Sigma 043 - Supermarco May - Time Machine
Sigma 044 - K.A.M. - Frequency
Sigma 045 - Central Sector - Tonic
Sigma 046 - Jimmy The Sound - L.O.G.I.C.O
Sigma 042 - 555 vs. J.T.S. - Astral Techno
Sigma 047 - J.T.S. - Stress
Sigma 048 - Shock! Project - Sweep
Sigma 049 - Supermarco May - Little Man
Sigma 050 - Nitro Man - Indian Rave
Sigma 051 - Acid Station - Hertz
Sigma 052 - 555 vs. J.T.S. - Cyber
Sigma 053 - Autokriminal - D.N.G.
Sigma 054 - Supermarco May - D.U.P.L.E
Sigma 055 - Jimmy The Sound - M.O.D.U.L.O.
Sigma 056 - J.T.S. - Bow C Bow
Sigma 057 - Y.A.G.O. - Acid Race
Sigma 060 - Supermarco May - Hardstyle
Sigma 058 - Nitro Man - Techno Galaxy
Sigma 059 - Trauma Tek - Trauma
Sigma 061 - Autokriminal - Express
Sigma 062 - Jimmy The Sound - Hasta La Vista Baby!
Sigma 063 - DJ Fire - Spirit Of Techno
Sigma 064 - P.F. Connection - It's A Fine Day
Sigma 065 - D-Code - Drum Code
Sigma 066 - Supermarco May vs. Jimmy The Sound - No Limit
Sigma 067 - J.T.S. - Bad Yard
Sigma 068 - Y.A.G.O. - Urban Dominator
Sigma 069 - Miami Style - Theme From Beverly Hills Cop
Sigma 070 - Bruno Power - The Trust
Sigma 071 - Exit-5 - Running In The Music
Sigma 072 - S.M.M.* - Partyflock
Sigma 073 - Nitro Man - Tokio Tribe
Sigma 074 - Y.A.G.O. - Mother-F
Sigma 075 - Jimmy The Sound - L.O.G.I.C.O. (Remix)
Sigma 076 - 555 vs. The Dominator - Pulse
Sigma 077 - J.T.S. - Boing
Sigma 078 - Autokriminal - Baila Conmigo
Sigma 079 - Generation Zero - Bulldozer
Sigma 080 - Supermarco May vs. Y.A.G.O. - Legend
Sigma 081 - Jimmy The Sound - M.O.D.U.L.O. (Remix)
Sigma 082 - Magic Bang - Free Your Energy
Sigma 083 - Junkk Fluid - Came With Me
Sigma 084 - Y.A.G.O. - Music Creator
Sigma 085 - Nitro Man - Rhapsody In Hell
Sigma 086 - 555 - Radio Single
Sigma 087 - Hardfaction - In My Head
Sigma 088 - J.T.S. - Therapia
Sigma 089 - P.F. Connection - Total Rave
Sigma 090 - Diego J Walker vs. Jimmy The Sound - Getaway!
Sigma 091 - Supermarco May - Take Off
Sigma 092 - Captain Stubing - Heart Attack
Sigma 093 - Y.A.G.O. - Hymn (Remix 2004)
Sigma 094 - J.T.S. - Right In The Night
Sigma 095 - Nitro Man & The Dominator - Bad Revolution
Sigma 096 - D-Code - Bk
Sigma 097 - Magic Bang - Techno Planet
Sigma 098 - Generation Zero - Rock Da House EP
Sigma 099 - Diego J Walker vs. Jimmy The Sound - F*** Movie
Sigma 100 - J.T.S. - Bow C Bow (Remix)
Sigma 101 - Jimmy The Sound - I'm So Bad EP
Sigma 102 - Autokriminal - Esta Loca Traxx
Sigma 103 - 555 - Beat Controller
Sigma 104 - Hardfaction - Timebomb
Sigma 105 - Nitro Man - Check This Out
Sigma 106 - Black Orchid - Atomic Rock
Sigma 107 - Jacktronik - A Man
Sigma 108 - Captain Stubing - Your Ass
Sigma 109 - Magic Bang - Ultimate Toy
Sigma 110 - Joaquin DJ - Hardstyle Nightmare
Sigma 111 - Diego J Walker vs. Jimmy The Sound - You Like This
Sigma 112 - J.T.S. - Rave Man
Sigma 113 - Alpha Bass - Don't Stop
Sigma 114 - 2 Brothers Of Hardstyle - I Love This Record
Sigma 115 - Jimmy The Sound - Nonsense Man
Sigma 116 - Hardfaction - Pass Auf
Sigma 117 - Nitro Man - Take A Change
Sigma 118 - Headfucker - Flashes
Sigma 119 - Jimmy The Sound vs. 555 - Future Mix
Sigma 120 - J.T.S. - Humm Song
Sigma 121 - D-Code - My House Is Your House
Sigma 122 - 2 Brothers Of Hardstyle - Cozmic Kick
Sigma 123 - Captain Stubing - Hands Up In The Ass
Sigma 124 - Generation Zero - Extreme
Sigma 125 - Jimmy The Sound - Stayn' Alive
Sigma 127 - Vicente / One More Time - Redada Remix
Sigma 128 - Jacktronik - Deep Red
Sigma 129 - J.T.S. - Electronic Cignus
Sigma 130 - The vs. Jack Blade - The Collection
Sigma 131 - Daniele Mondello - The Show Must Go On
Sigma 132 - Jimmy The Sound vs. Daniele Mondello - Hardstyle Killer / One More Time
Sigma 133 - J.T.S. - Alleluia
Sigma 134 - 2 Brothers Of Hardstyle - Techno Bastard
Sigma 136 - Air Teo & Noize Generators vs. J.T.S. - Live Wire
Sigma 137 - Djanny vs. Joaquin DJ - Infinity 2008 Remix
Sigma 138 - Nitro Man - Sahara Tempest
Sigma 139 - Jimmy The Sound - The Rage Of Love
Sigma 140 - Djanny - Enjoy
Sigma 141 - Sasha F vs Kodex - Trauma